# 第二次贡比涅停战协定

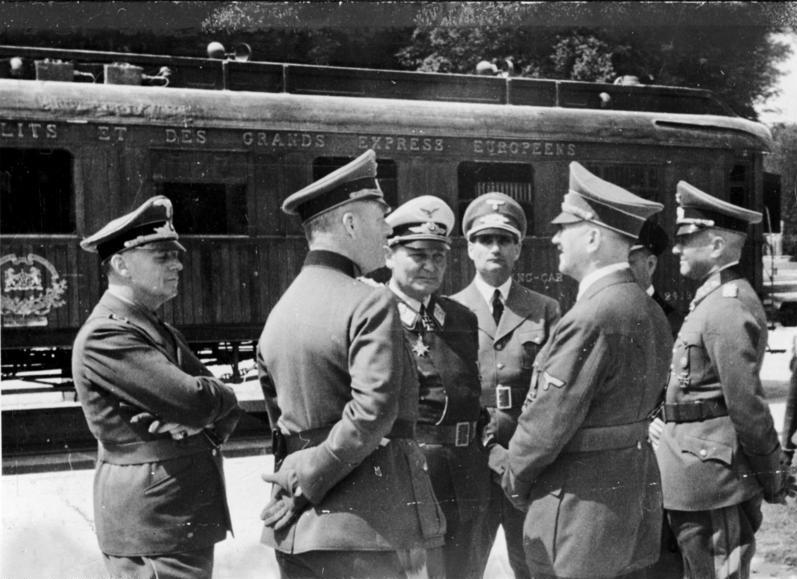
赫尔曼·戈林、鲁道夫·赫斯、阿道夫·希特勒、约阿希姆·冯·里宾特洛甫和瓦尔特·冯·布劳希奇站在签署停战协定的火车车厢前

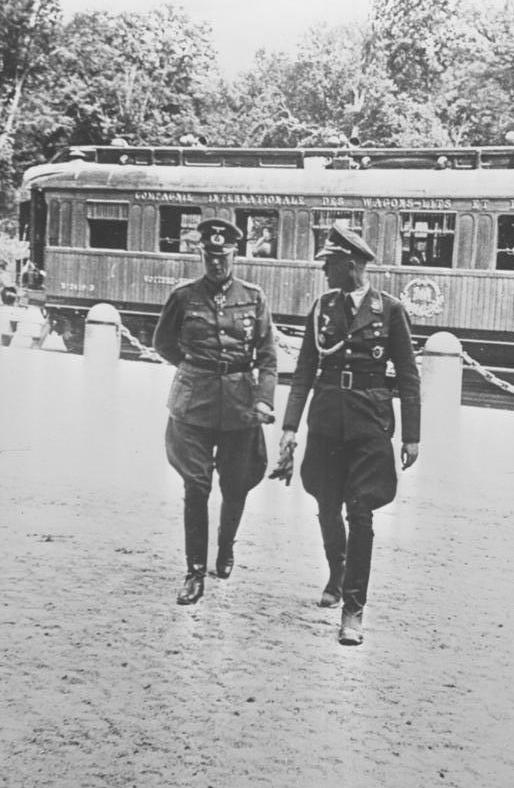
德国國防軍最高統帥部部长威廉·凯特尔站在签署停战协定的火车车厢前

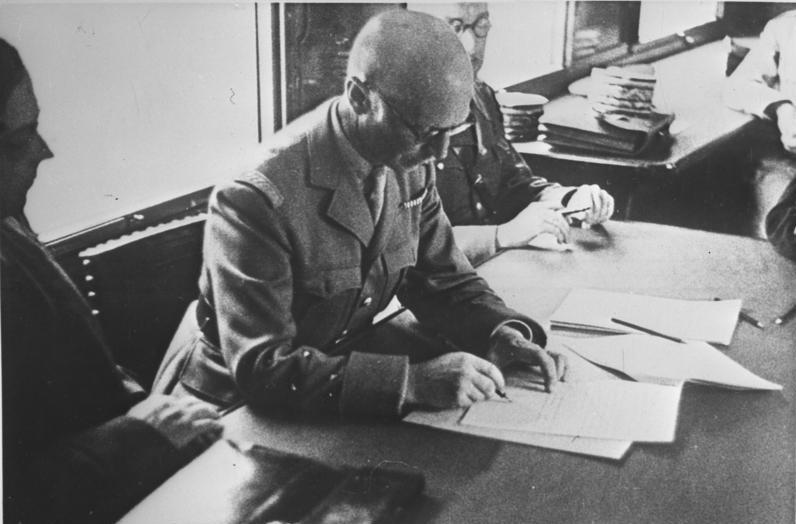
夏尔·安齐热将军代表法国签订协议

第二次贡比涅停战协定（法語：Armistice du 22 juin 1940），又譯第二次康白尼停戰協定、第二次康边停战协定，由法國与德國在1940年6月22日18点50分签订，签订的地点是法国贡比涅附近的一节火车车厢。德国在1940年5月10日至6月21日的法国战役取得决定性的胜利后，占领了法国北部大片领土，包围了全部英吉利海峡和大西洋的港口，仅给法国政府留下南部领土。希特勒故意选择在贡比涅森林附近的火车车厢里签订停战协定，是因为1918年第一次世界大战结束时，德意志帝国就在此地此车厢向法国投降并签署的贡比涅停战协定。1940年6月24日，法國同德國的盟友意大利簽署停戰協定。

## 法国战役

德国在6月的攻势标志着法国的失败

法国武装力量中最精锐的部分已经在法国北部被围歼，法军也损失了他们最先进的重型武器和装甲部队。从1940年5月到6月大体上看，法军一直在撤退，德军即将占领巴黎。法国政府被迫在6月10日迁往波尔多，并宣布巴黎为不設防之城市。截至6月22日，德国国防军阵亡27,000人，超过111,000人负伤，18,000人失踪；法军阵亡92,000人，超过200,000人负伤。英国远征军也有超过68,000人伤亡。

## 停战公告
法军数条防线被击穿后的1940年6月10日，其全局的失败已被预知是不可避免的。在这种情况下，法国新任政府首脑贝当元帅在波尔多于6月17日中午12点30分发表广播讲话。他宣布战斗必须停止：「今天我怀着沉重的心情告诉你们，战斗必须停止”；他还表示，他正在与对手寻求“结束敌对行动的手段”。这一呼吁立即被德国人广泛转达，要求法国军队放下武器，不战而屈人之兵。
到了晚上，外交部长保罗·博杜安缓和了元帅的话并表示：
这就是为什么贝当元帅领导的政府必须询问敌人的和平条件是什么。但他并没有放弃战斗，也没有放下武器。正如贝当元帅今天上午所说，该国已准备好寻求结束敌对行动的手段。他还没有准备好，也永远不会准备好接受不光彩的条件，放弃我们人民的精神自由，背叛法国的灵魂。
第二天，负责国防和战争事务的副国务卿戴高乐将军于6月18日在伦敦的BBC的广播中发出了呼吁，他谴责贝当停战的原则，并呼吁法国人抵抗敌人：
相信我，我以完全了解事实的方式向你们讲话，并告诉你们法国没有任何损失。同样的道理，打败我们的人有一天也能带来胜利。

因为法国并不孤单！她并不孤单！她并不孤单！她的背后有一个庞大的帝国。它可以与大英帝国组成一个集团，掌握海洋并继续战斗。它可以像英国一样，无限制地利用美国庞大的工业。
尽管如此谈判还是开始了，并于6月21日在希特勒指定的贡比涅森林举行了一次正式会议。

## 选择贡比涅
当希特勒得知法国政府想与德国談和时，他就选定了贡比涅附近的一片森林作为谈判地点，而贡比涅正是结束第一次世界大战的贡比涅停战协定（又译“康边停战协定”）的签字地点，希特勒选择此地是为了向法国复仇。希特勒决定就在当年的那节火车车厢签署停战协议。然而在协定前言中，起草者加入了一句话：“但是，德国并无意以此媾和条件和谈判地点羞辱一位如此英勇顽强的对手（指法军）”。此外在协定的第3条第2款中，起草者声明：德国并无意在结束与英国的战争后继续占领法国北部领土。
1918年签署贡比涅停战协定的那节车厢被人特意从博物馆中拉出来，并精确地停在1918年所在的位置。希特勒就坐在福煦元帅当年坐过的椅子上，而后者就是坐在这把椅子上接见战败国——德意志帝国的代表的。在听完协议序言的宣读后，希特勒故意对法国代表做出了一个羞辱的手势，然后离开了车厢，而这正是福煦元帅在1918年所做的。希特勒离开车厢后，接下来的谈判由德国最高统帅部总参谋长威廉·凯特尔将军主持。

## 协定条款
威廉·夏伊勒在他所著的《第三帝国的兴亡》中提到，代表法国的夏尔·安齐热将军抱怨这个停战协定强加给法国条款远比1918的那个停战协定强加给德国的条款苛刻。法国本土被该协定一分为二，停战分界线从日内瓦穿过图尔到达法国与西班牙的边境，分界线以北的部分（占法國本土领土面积的60%）由德国占领，以使德国海军能得到法国在英吉利海峡和大西洋的所有港口，所有在法国接受政治庇护的人都要交给德国，法国承担德军高达1天為4亿法郎的占领费用，法国只被允许保留一支极小的军队。希特勒意识到如果过于苛刻地对待法国，可能会导致法国据守法属北非继续战斗，因此他也做出了一些让步，比如法國海軍只需缴械而无需投降。位于停战分界线以南的自由区则由法国政府继续统治，值得一提的是，法国政府在占领区也有一定的权力，但是要受德国占领当局的严格约束。按计划，这个停战协定将最终由一个真正的和约取代，然而这个“和约”从来没有被提上谈判议程，而且当盟军在法属北非登陆后（参见火炬行動）连自由区也被德国和意大利占领了（参见安东行动）。
由夏尔·安齐热将军率领的法国代表团试图为法国争取更宽松一些的条款，但是凯特尔告诉他们，法国只有接受与不接受的权力。迫于法国面临的极其不利的形势，安齐热将军只得接受了所有条款。法国代表团中没有人对“法国所有的战俘必须到德国与英国的战争结束后才能被释放”这个条款提出异议，因为他们相信英国在德国强大的攻势前，最多只能再撑几周。因此将近100万法军战俘被迫在战俘营里渡过了5年（在战争结束前，最初被俘虏的150万人中，有33%被释放或假释）。1940年6月25日0時35分德国与法国正式停战，另外协定的第19条要求法国政府必须将任何逃到法国领土的德国公民遣返回国（他们将被送进集中营）。

### 违反条约

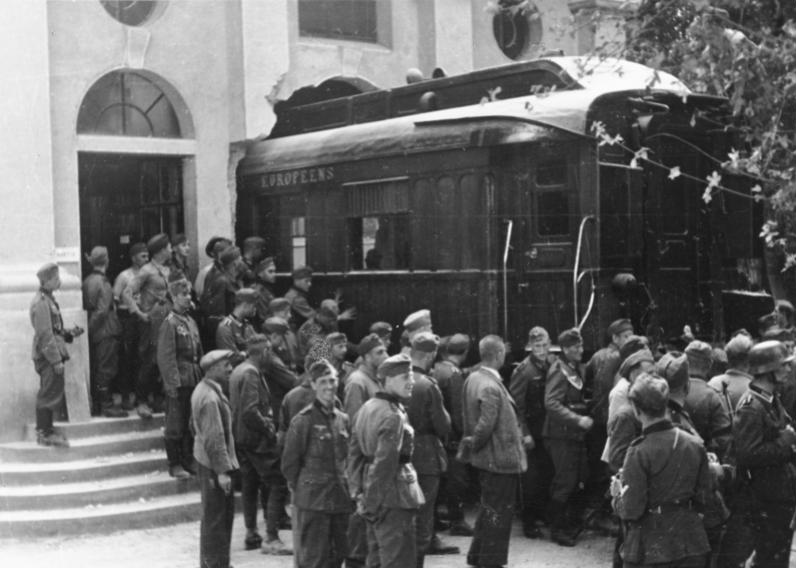
火车被从博物馆拉出

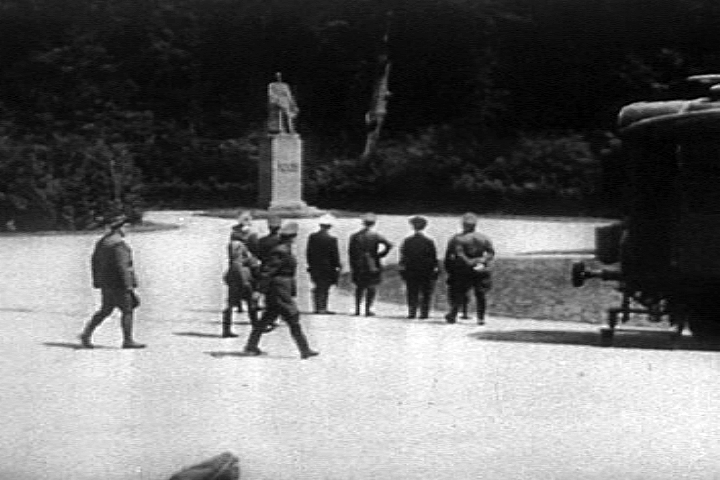
希特勒 (单手叉腰者) 在停战协定签字前注视着福煦元帅像，攝於法国贡比涅 1940年6月22日

1940年9月3日，安齊熱将军代表维希政府提出十二点抗议，反对纳粹德国吞并阿尔萨斯-洛林以及相关的违反条约行为：
1. 解除省长、副省长和市长等法国官员的职务；
2. 驱逐梅斯主教；
3. 拒绝斯特拉斯堡主教重新入境；
4. 阿尔萨斯与巴登合并
5. 洛林与萨尔-普法尔茨合并；
6. 边界转移；
7. 德国行政管理的引入；
8. 将邮政和铁路纳入德国系统；
9. 法语禁令；
10. 地名的日耳曼化；
11. 引入种族立法
12. 随之而来的是驱逐犹太人、拒绝犹太人返回并没收他们的资产。

安齊熱的继任者保罗·多延将军也正式反对将法国家庭驱逐出东部三个省，这些家庭将被驱逐到法国未被占领的地区。到1940年9月底，德国人已将大约54,000名阿尔萨斯人和洛林人驱逐到法国其他地区。到1940年底，这个数字翻了一番。

### 舰队的命运
希特勒选择放弃部分领土和权力以成全法国，今天看来可能令人惊讶。但是当时，在6月18日元首的信以及会议期间之间的记录里，希特勒证明了这一选择的合理性。因为他担心不要迫使法国及其强大的舰队从其殖民地继续战斗，而德国海军无法征服地中海彼岸广阔的殖民帝国，向遥远的地方派兵也不是希特勒的战略。事实上，除了法属赤道非洲和新喀里多尼亚之外，但在停战后的几个月里，法国殖民地并没有团结起来支持戴高乐或盟军。
就丘吉尔而言，他面临着法国舰队返回其根据停战协定现在被敌人占领的母港的难以承受的风险，派出了1940年7月3日由萨默维尔上将指挥了一支英国海军部队，封锁了法屬阿爾及利亞凯比尔港内的法国分舰队，让它们自行凿沉或加入法属西印度群岛，以解除其武装或委托给美国。法国海军上将让苏尔向下午3点召开的海军部和部长会议发出了两条信息：他拒绝了这些条件。海军上将必须拒绝最后通牒。根据丘吉尔的说法，战时内阁并没有颤抖：“这是一个令人憎恶的决定，是我所经历过的所有决定中最不人道、最痛苦的决定”
随后发生了一场海战，在这场海战中，处于非常微妙位置的法国舰队的勇气让一些船只尽管损失惨重但还是逃脱了：战列舰布列塔尼号被击沉；普罗旺斯号、战列巡洋舰敦刻尔克号和驱逐舰莫加多尔号都退出了战斗。凱比爾港战役全部造成1,297名法国水手死亡。

## 签字地的破坏

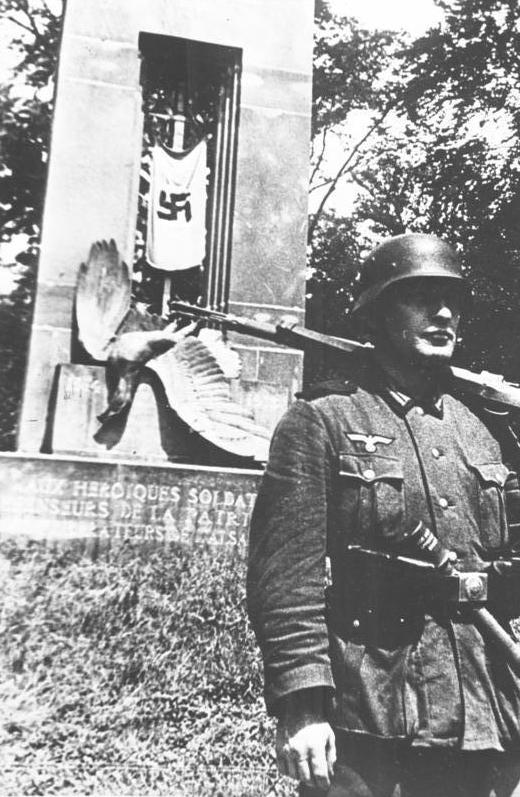
德国士兵正在看守立於1918年的纪念碑，原本的紀念碑中，一隻象徵德國的帝國鷹折翅跌落

签字地在3日后被希特勒下令摧毁。签字车厢连同一块石碑被作为战利品运到柏林，石碑上刻着（法文）：
|  | 公元1918年11月11日，自由的人民在此地击败了妄图奴役他们的德意志帝国。 |

阿尔萨斯-洛林纪念碑（上面有一只被剑刺穿的德国鹰）连同附近的遗迹都被摧毁，只有福煦元帅的塑像被保留下来，希特勒故意留下这片焦土陪着他。
然而在1945年，第三帝国行将战败之时，希特勒为防止法国人有机会再次将此车厢由柏林放回原处并第二次让德国人坐上战败者的席位向盟军投降，下令将火车车厢运往图林根的克拉温克尔，并在那里车厢由党卫军负责摧毁后掩埋。

## 签字地的重建

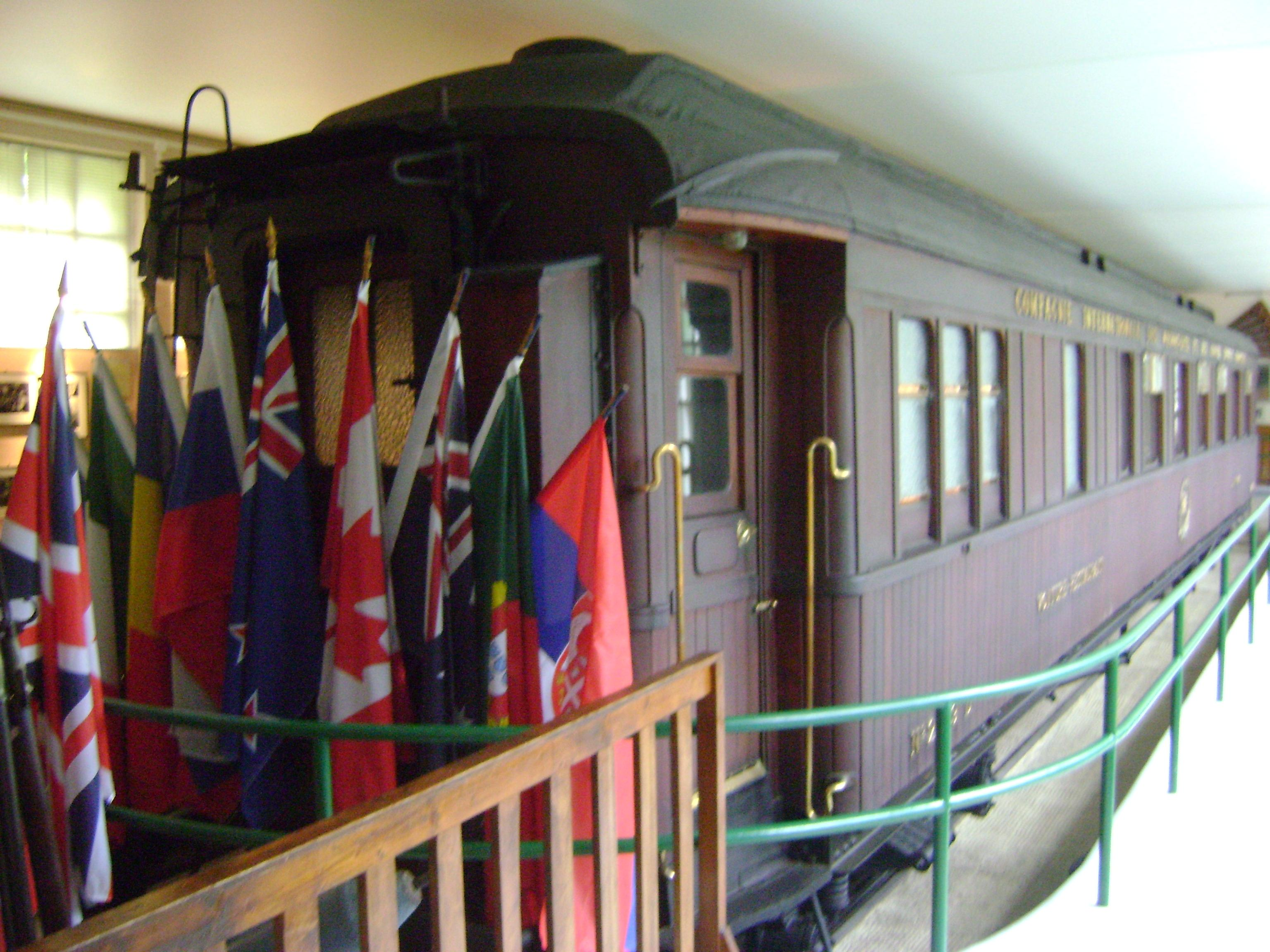
停战林地博物馆内的火车车厢复制品（雷通德）

战后德国战俘被用来重建签字地，被砸毁的石碑碎片被挖掘出来，并重新拼接。铁轨和车厢的复制品也被安放在了原来的位置。阿尔萨斯─洛林纪念碑按照图纸重新建造。在1990年两德统一后，亲眼目睹了党卫军销毁火车车厢的人把残骸挖了出来，并在1992年于贡比涅归还给了法国的伽马彻将军。1994年5月5日一株小橡树被德国从克拉溫克爾移栽到法国贡比涅，象征着“对和平的渴望”。2005年5月7日，位於克拉溫克爾的火车残骸发现地被作为古迹保护。

## 扩展阅读
William Shirer, The Rise and Fall of the Third Reich, Simon & Schuster, Inc., New York, 1960, 1990, 2004.
William Shirer, The Collapse of the Third Republic (1969)